# Румшас, Раймондас
Раймондас Румшас (лит. Raimondas Rumšas, 14 января 1972 года, Шилуте, Литовская ССР) — литовский профессиональный шоссейный велогонщик. Участник Олимпиады в Сиднее. Несколько раз фигурировал в допинг-скандалах. После завершения карьеры занялся бизнесом.

## Спортивные достижения
Чемпион Литвы и обладатель серебряной медали в групповой гонке в 2000 и 2005 годах. Чемпион Литвы 2005 года в гонке на время. Победитель однодневной велогонки Джиро ди Ломбардия 2000 года. Серебряный и бронзовый призёр престижных веломногодневок Париж — Ницца 2001 года и Тур де Франс 2002 года.

## Допинг-скандалы
В 2002 году, после завершения велемногодневки Тур де Франс, на границе Франции и Италии в машине жены Румшаса Эдиты были обнаружены кортизоиды, тестостерон и эритропоэтин – как в инъекции так и в пилюлях. Сам Румшас был арестован по подозрению в провозе  запрещённых препаратов, по его словам, вещества были приобретены женой для тёщи. Независимые анализы наличия допинга в крови велосипедиста не обнаружили. 
В 2003 году Румшас бы уволен из команды Lampre-Farnese Vini после того, как допинг-тест, взятый во время велогонки Джиро д’Италия, дал положительную реакцию на эритропоэтин.
В 2005 году был вновь арестован в Италии по требованию французских властей по делу 2002 года. 26 января 2006 года был приговорён к 4 месяцам лишения свободы условно и штрафу Федерации велоспорта Франции в качестве компенсации за моральный ущерб.